# موديستو (كاليفورنيا)
موديستو هي مقر المقاطعة لمقاطعة ستانيسلاوس بولاية كاليفورنيا.

## المناخ
يظهر الجدول التالي التغييرات المناخية على مدار السنة لموديستو:
| البيانات المناخية لـموديستو       | البيانات المناخية لـموديستو | البيانات المناخية لـموديستو | البيانات المناخية لـموديستو | البيانات المناخية لـموديستو | البيانات المناخية لـموديستو | البيانات المناخية لـموديستو | البيانات المناخية لـموديستو | البيانات المناخية لـموديستو | البيانات المناخية لـموديستو | البيانات المناخية لـموديستو | البيانات المناخية لـموديستو | البيانات المناخية لـموديستو | البيانات المناخية لـموديستو |
| الشهر                             | يناير                       | فبراير                      | مارس                        | أبريل                       | مايو                        | يونيو                       | يوليو                       | أغسطس                       | سبتمبر                      | أكتوبر                      | نوفمبر                      | ديسمبر                      | المعدل السنوي               |
| --------------------------------- | --------------------------- | --------------------------- | --------------------------- | --------------------------- | --------------------------- | --------------------------- | --------------------------- | --------------------------- | --------------------------- | --------------------------- | --------------------------- | --------------------------- | --------------------------- |
| الدرجة القصوى °ف (°م)             | 75 (24)                     | 80 (27)                     | 89 (32)                     | 100 (38)                    | 107 (42)                    | 112 (44)                    | 113 (45)                    | 108 (42)                    | 106 (41)                    | 101 (38)                    | 88 (31)                     | 75 (24)                     | 113 (45)                    |
| متوسط درجة الحرارة الكبرى °ف (°م) | 55.4 (13.0)                 | 62.8 (17.1)                 | 68.7 (20.4)                 | 74.7 (23.7)                 | 82.9 (28.3)                 | 89.9 (32.2)                 | 95.1 (35.1)                 | 93.6 (34.2)                 | 89.0 (31.7)                 | 79.0 (26.1)                 | 65.5 (18.6)                 | 55.6 (13.1)                 | 76.0 (24.4)                 |
| متوسط درجة الحرارة الصغرى °ف (°م) | 40.1 (4.5)                  | 43.2 (6.2)                  | 46.3 (7.9)                  | 49.3 (9.6)                  | 54.9 (12.7)                 | 59.8 (15.4)                 | 63.1 (17.3)                 | 62.3 (16.8)                 | 59.2 (15.1)                 | 52.6 (11.4)                 | 44.8 (7.1)                  | 39.8 (4.3)                  | 51.3 (10.7)                 |
| أدنى درجة حرارة °ف (°م)           | 18 (−8)                     | 24 (−4)                     | 27 (−3)                     | 30 (−1)                     | 32 (0)                      | 39 (4)                      | 46 (8)                      | 46 (8)                      | 40 (4)                      | 29 (−2)                     | 25 (−4)                     | 18 (−8)                     | 18 (−8)                     |
| الهطول إنش (مم)                   | 2.61 (66)                   | 2.38 (60)                   | 2.04 (52)                   | 0.97 (25)                   | 0.63 (16)                   | 0.12 (3.0)                  | 0.00 (0.00)                 | 0.02 (0.51)                 | 0.26 (6.6)                  | 0.68 (17)                   | 1.36 (35)                   | 2.04 (52)                   | 13.19 (335)                 |
| المصدر: NOAA                      |                             |                             |                             |                             |                             |                             |                             |                             |                             |                             |                             |                             |                             |

## توأمة
لموديستو (كاليفورنيا) اتفاقيات توأمة مع كل من:
- لافال (1 أكتوبر 2011 - )
- مدينة أغواسكاليينتس
- خميلنيتسكي
- كورومي
- فيرنون
- فيجاياوادا

## أعلام
- رويال روبنز
- كليفلاند سميث
- جيرمي رينر
- بواز ميهيل
- مارك سبيتز
- إرنست غالو
- ريتشارد ادموند ينج
- جاك غيليغان
- جورج لوكاس
- ساي يونغ